# Richard Gasquet
Richard Gasquet (ur. 18 czerwca 1986 w Béziers) – francuski tenisista, brązowy medalista igrzysk olimpijskich z Londynu z 2012 roku w grze podwójnej, zdobywca Puchar Hopmana 2017 i Pucharu Davisa 2017.

## Kariera tenisowa
Ma za sobą bogatą karierę juniorską; sezon 2002 zakończył jako najlepszy junior na świecie, wygrał wielkoszlemowe turnieje French Open i US Open oraz był w półfinale Australian Open. W tym samym roku zadebiutował w gronie seniorów; wystąpił we French Open dzięki dzikiej karcie (przegrał w I rundzie z obrońcą tytułu Albertem Costą w czterech setach), stając się jednym z najmłodszych uczestników turnieju wielkoszlemowego w historii. W 2003 roku był najmłodszym zawodnikiem w czołowej setce rankingu światowego, ale występował przede wszystkim w turniejach niższej rangi, ATP Challenger Tour.
W 2004 roku zagrał w swoim pierwszym finale w turnieju rangi ATP World Tour; przegrał w Metzu w decydującym meczu z rodakiem, Jérôme Haehnelem. Osiągnął duży sukces w turnieju French Open – w parze z Tatianą Golovin wygrał konkurencję mikście; w finale pokonali parę Cara Black-Wayne Black. W 2005 dotarł do finału turnieju z cyklu ATP Masters Series w Hamburgu (przegrał ten mecz z Rogerem Federerem), a w czerwcu tegoż roku odniósł pierwsze zwycięstwo turniejowe – na kortach trawiastych w Nottingham; w finale pokonał Maksa Mirnego.
W czerwcu 2006 roku obronił tytuł w Nottingham, a miesiąc później triumfował w szwajcarskim Gstaad, gdzie wygrał w finale z Hiszpanem Feliciano Lópezem. W dalszych miesiącach odniósł swój trzeci zawodowy triumf w Lyonie oraz awansował do finału zawodów Masters Series w Toronto; ostatecznie przegrał z Federerem.
Pod koniec września 2007 roku wygrał rozgrywki w Mumbaju. Gasquet przez cały turniej nie stracił seta, a w finale pokonał Belga Oliviera Rochusa. Do końca sezonu zagrał również w finale turnieju w Tokio, w którym przegrał z Davidem Ferrerem.
W roku 2008 Francuz doszedł do jednego turniejowego finału, na kortach ziemnych w Stuttgarcie, jednak w finale nie sprostał Juanowi Martínowi del Potro.
W marcu 2009 roku został oskarżony o spożycie niedozwolonych środków dopingowych; efektem było roczne zawieszenie, obniżone później do 2,5 miesiąca.
Rok 2010 rozpoczął od finału w Sydney (porażka z Markosem Pagdatisem). W maju wygrał szósty turniej ATP World Tour, w Nicei, pokonując w meczu o tytuł Hiszpana Fernando Verdasco w trzech setach. Pod koniec lipca zaliczył swój trzeci w sezonie finał, na kortach w Gstaad. Francuz przegrał jednak spotkanie finałowe w dwóch setach z Nicolásem Almagro.
W sezonie 2012 doszedł do finału turnieju w Estoril. Przegrał w nim z Juanem Martínem del Potro 4:6, 2:6. Na przełomie lipca i sierpnia 2012 roku wspólnie z Julienem Benneteau zdobył brązowy medal XXX Letnich Igrzysk Olimpijskich w grze podwójnej. W meczu o trzecie miejsce pokonali debel David Ferrer-Feliciano López 7:6(4), 6:2. W połowie sierpnia Gasquet po sześciu latach awansował do finału rozgrywek ATP World Tour Masters 1000, w Toronto. Wyeliminował m.in. po drodze Tomáša Berdycha oraz Mardy’ego Fisha, jednak decydujący o tytule pojedynek przegrał z Novakiem Đokoviciem. Pod koniec września, po dwóch i pół roku, Gasquet wygrał kolejny tytuł w grze pojedynczej, w halowym turnieju w Bangkoku. Finałowy pojedynek zakończył się zwycięstwem Gasqueta 6:2, 6:1 z Gilles’em Simonem.
Na początku sezonu 2013 Francuz zwyciężył w turnieju rozgrywanym w Dosze, po wygranej w finale 3:6, 7:6(4), 6:3 z Nikołajem Dawydienką. Miesiąc później Gasquet triumfował w Montpellier, gdzie w finale pokonał 6:2, 6:3 Benoît Paire’a. Dwudziesty finał w zawodowej karierze Gasquet osiągnął w październiku, w Moskwie. O tytuł zmierzył się z Michaiłem Kukuszkinem, którego pokonał 4:6, 6:4, 6:4.
W 2014 roku pierwszy finał Gasquet osiągnął w lutym podczas rywalizacji w Montpellier, gdzie pojedynek o tytuł przegrał z Gaëlem Monfilsem. W czerwcu Gasquet awansował do finału w Eastbourne, jednak poniósł porażkę w decydującym spotkaniu z Feliciano Lópezem.
W sezonie 2015 pierwszy tytuł Gasquet wygrał w lutym, w Montpellier po finale z Jerzym Janowiczem. Trzy miesiące później pokonując Nicka Kyrgiosa został mistrzem zawodów w Estoril.
Na krótko przed rozpoczęciem Australian Open 2016 Francuza z gry w wielkoszlemowym turnieju wyeliminowała kontuzja pleców. W lutym obronił tytuł wywalczony w Montpellier, pokonując Paula-Henriego Mathieu 7:5, 6:4. W październiku został mistrzem zawodów halowych w Antwerpii po finale z Diegiem Schwartzmanem. Gasquet w sezonie 2016 został również finalistą w Shenzhen ponosząc porażkę z Tomášem Berdychem.
Sezon 2017 zakończył bez zwycięstwa w cyklu ATP World Tour, był natomiast w jednym finale, w Montpellier ponosząc porażkę z Alexandrem Zverevem. W listopadzie przyczynił się do pierwszego od 2001 roku triumfu Francji w Pucharze Davisa wygrywając w finale przeciwko Belgii mecz gry podwójnej wspólnie z Pierre-Huguesem Herbertem z parą Ruben Bemelmans–Joris De Loore. Końcowy wynik rywalizacji to 3:2 dla Francji.
W roku 2018 Francuz wygrał jeden tytuł, w Rosmalen na nawierzchni trawiastej, oraz został finalistą w Montpellier i Båstad.
W sezonie 2019 najdalej awansował do półfinałów w Rosmalen i turnieju ATP Tour Masters 1000 w Cincinnati. Jedynym występem Francuza w półfinale w 2020 roku były zawody w Sofii.
W 2021 roku Gasquet osiągnął finał rozgrywek w Umagu, w którym przegrał z Carlosem Alcarazem.
W sezonie 2023 zwyciężył w zawodach w Auckland, w których pokonał w finale Camerona Norrie’ego.
W grze podwójnej Gasquet wygrał dwa turnieje, najpierw w roku 2006 w Metzu w parze z Fabrice’em Santoro, a potem w 2008 roku w Sydney, wspólnie z Jo-Wilfriedem Tsongą. Ponadto był uczestnikiem dwóch deblowych finałów, w Monte Carlo (sezon 2007 z Julienem Benneteau) oraz Petersburgu (sezon 2009 z Jérémym Chardym).
Najwyżej sklasyfikowany w rankingu singlistów był na 7. miejscu w lipcu 2007 roku, natomiast w zestawieniu deblistów w kwietniu 2008 roku zajmował 45. pozycję.

### Finały w turniejach ATP Tour
| Legenda                                      |
| -------------------------------------------- |
| Wielki Szlem                                 |
| Igrzyska olimpijskie                         |
| Tennis Masters Cup / ATP Finals              |
| ATP Masters Series / ATP Tour Masters 1000   |
| ATP International Series Gold / ATP Tour 500 |
| ATP International Series / ATP Tour 250      |

#### Gra pojedyncza (16–17)
| Końcowy wynik | Nr  | Data                 | Turniej     | Nawierzchnia    | Przeciwnik            | Wynik finału             |
| ------------- | --- | -------------------- | ----------- | --------------- | --------------------- | ------------------------ |
| Finalista     | 1.  | 17 października 2004 | Metz        | Twarda (hala)   | Jérôme Haehnel        | 6:7(9), 4:6              |
| Finalista     | 2.  | 15 maja 2005         | Hamburg     | Ceglana         | Roger Federer         | 3:6, 5:7, 6:7(4)         |
| Zwycięzca     | 1.  | 19 czerwca 2005      | Nottingham  | Trawiasta       | Maks Mirny            | 6:2, 6:3                 |
| Zwycięzca     | 2.  | 25 czerwca 2006      | Nottingham  | Trawiasta       | Jonas Björkman        | 6:4, 6:3                 |
| Zwycięzca     | 3.  | 16 lipca 2006        | Gstaad      | Ceglana         | Feliciano López       | 7:6(4), 6:7(3), 6:3, 6:3 |
| Finalista     | 3.  | 13 sierpnia 2006     | Toronto     | Twarda          | Roger Federer         | 6:2, 3:6, 2:6            |
| Zwycięzca     | 4.  | 29 października 2006 | Lyon        | Dywanowa (hala) | Marc Gicquel          | 6:3, 6:1                 |
| Finalista     | 4.  | 6 maja 2007          | Estoril     | Ceglana         | Novak Đoković         | 6:7(7), 6:0, 1:6         |
| Zwycięzca     | 5.  | 30 września 2007     | Mumbaj      | Twarda          | Olivier Rochus        | 6:3, 6:4                 |
| Finalista     | 5.  | 7 października 2007  | Tokio       | Twarda          | David Ferrer          | 1:6, 2:6                 |
| Finalista     | 6.  | 13 lipca 2008        | Stuttgart   | Ceglana         | Juan Martín del Potro | 4:6, 5:7                 |
| Finalista     | 7.  | 16 stycznia 2010     | Sydney      | Twarda          | Markos Pagdatis       | 4:6, 6:7(2)              |
| Zwycięzca     | 6.  | 22 maja 2010         | Nicea       | Ceglana         | Fernando Verdasco     | 6:3, 5:7, 7:6(5)         |
| Finalista     | 8.  | 1 sierpnia 2010      | Gstaad      | Ceglana         | Nicolás Almagro       | 5:7, 1:6                 |
| Finalista     | 9.  | 6 maja 2012          | Estoril     | Ceglana         | Juan Martín del Potro | 4:6, 2:6                 |
| Finalista     | 10. | 12 sierpnia 2012     | Toronto     | Twarda          | Novak Đoković         | 3:6, 2:6                 |
| Zwycięzca     | 7.  | 30 września 2012     | Bangkok     | Twarda (hala)   | Gilles Simon          | 6:2, 6:1                 |
| Zwycięzca     | 8.  | 6 stycznia 2013      | Doha        | Twarda          | Nikołaj Dawydienko    | 3:6, 7:6(4), 6:3         |
| Zwycięzca     | 9.  | 10 lutego 2013       | Montpellier | Twarda (hala)   | Benoît Paire          | 6:2, 6:3                 |
| Zwycięzca     | 10. | 20 października 2013 | Moskwa      | Twarda (hala)   | Michaił Kukuszkin     | 4:6, 6:4, 6:4            |
| Finalista     | 11. | 9 lutego 2014        | Montpellier | Twarda (hala)   | Gaël Monfils          | 4:6, 4:6                 |
| Finalista     | 12. | 21 czerwca 2014      | Eastbourne  | Trawiasta       | Feliciano López       | 6:3, 6:7(5), 7:5         |
| Zwycięzca     | 11. | 8 lutego 2015        | Montpellier | Twarda (hala)   | Jerzy Janowicz        | 3:0 krecz                |
| Zwycięzca     | 12. | 3 maja 2015          | Estoril     | Ceglana         | Nick Kyrgios          | 6:3, 6:2                 |
| Zwycięzca     | 13. | 7 lutego 2016        | Montpellier | Twarda (hala)   | Paul-Henri Mathieu    | 7:5, 6:4                 |
| Finalista     | 13. | 2 października 2016  | Shenzhen    | Twarda          | Tomáš Berdych         | 6:7(5), 7:6(2), 3:6      |
| Zwycięzca     | 14. | 23 października 2016 | Antwerpia   | Twarda (hala)   | Diego Schwartzman     | 7:6(4), 6:1              |
| Finalista     | 14. | 12 lutego 2017       | Montpellier | Twarda (hala)   | Alexander Zverev      | 6:7(4), 3:6              |
| Finalista     | 15. | 11 lutego 2018       | Montpellier | Twarda (hala)   | Lucas Pouille         | 6:7(2), 4:6              |
| Zwycięzca     | 15. | 17 czerwca 2018      | Rosmalen    | Trawiasta       | Jérémy Chardy         | 6:3, 7:6(5)              |
| Finalista     | 16. | 22 lipca 2018        | Båstad      | Ceglana         | Fabio Fognini         | 3:6, 6:3, 1:6            |
| Finalista     | 17. | 25 lipca 2021        | Umag        | Ceglana         | Carlos Alcaraz        | 2:6, 2:6                 |
| Zwycięzca     | 16. | 14 stycznia 2023     | Auckland    | Twarda          | Cameron Norrie        | 4:6, 6:4, 6:4            |

#### Gra podwójna (2–2)
| Końcowy wynik | Nr | Data                | Turniej     | Nawierzchnia  | Partner            | Przeciwnicy                 | Wynik finału   |
| ------------- | -- | ------------------- | ----------- | ------------- | ------------------ | --------------------------- | -------------- |
| Zwycięzca     | 1. | 8 października 2006 | Metz        | Twarda (hala) | Fabrice Santoro    | Julian Knowle Jürgen Melzer | 3:6, 6:1, 11–9 |
| Finalista     | 1. | 22 kwietnia 2007    | Monte Carlo | Ceglana       | Julien Benneteau   | Bob Bryan Mike Bryan        | 2:6, 1:6       |
| Zwycięzca     | 2. | 12 stycznia 2008    | Sydney      | Twarda        | Jo-Wilfried Tsonga | Bob Bryan Mike Bryan        | 4:6, 6:4, 11–9 |
| Finalista     | 2. | 1 listopada 2009    | Petersburg  | Twarda (hala) | Jérémy Chardy      | Colin Fleming Ken Skupski   | 6:2, 5:7, 4–10 |

#### Gra mieszana (1–0)
| Końcowy wynik | Nr | Data           | Turniej            | Nawierzchnia | Partnerka       | Przeciwnicy            | Wynik finału |
| ------------- | -- | -------------- | ------------------ | ------------ | --------------- | ---------------------- | ------------ |
| Zwycięzca     | 1. | 6 czerwca 2004 | French Open, Paryż | Ceglana      | Tatiana Golovin | Cara Black Wayne Black | 6:3, 6:4     |

### Starty wielkoszlemowe (gra pojedyncza)
| Turniej         | 2002 | 2003 | 2004 | 2005 | 2006 | 2007 | 2008 | 2009 | 2010 | 2011 | 2012 | 2013 | 2014 | 2015 | 2016 | 2017 | 2018 | 2019 | 2020 | 2021 | 2022 | 2023 | 2024 | 2025 | Wygrane turnieje | Bilans w turnieju |
| --------------- | ---- | ---- | ---- | ---- | ---- | ---- | ---- | ---- | ---- | ---- | ---- | ---- | ---- | ---- | ---- | ---- | ---- | ---- | ---- | ---- | ---- | ---- | ---- | ---- | ---------------- | ----------------- |
| Australian Open | –    | 1R   | 1R   | –    | 1R   | 4R   | 4R   | 3R   | 1R   | 3R   | 4R   | 4R   | 3R   | 3R   | –    | 3R   | 3R   | –    | –    | –    | 2R   | 1R   | 1R   | –    | 0 / 17           | 25–17             |
| French Open     | 1R   | 1R   | 1R   | 3R   | 2R   | 2R   | –    | –    | 1R   | 4R   | 4R   | 4R   | 3R   | 4R   | QF   | 3R   | 3R   | 2R   | 1R   | 2R   | 2R   | 1R   | 2R   | 2R   | 0 / 22           | 31–22             |
| Wimbledon       | –    | –    | 1R   | 4R   | 1R   | SF   | 4R   | –    | –    | 4R   | 4R   | 3R   | 2R   | SF   | 4R   | 1R   | 1R   | 1R   | NH   | 2R   | 3R   | 1R   | –    | –    | 0 / 17           | 31–17             |
| US Open         | –    | –    | –    | 4R   | 4R   | 2R   | 1R   | 1R   | 4R   | 2R   | 4R   | SF   | 3R   | QF   | 1R   | 1R   | 3R   | 1R   | 2R   | 1R   | 3R   | 1R   | –    | –    | 0 / 19           | 30–18             |
| Bilans spotkań  | 0–1  | 0–2  | 0–3  | 8–3  | 4–4  | 10–3 | 6–3  | 2–2  | 3–3  | 9–4  | 12–4 | 13–4 | 7–4  | 14–4 | 7–3  | 4–4  | 6–4  | 1–3  | 1–2  | 2–3  | 6–4  | 0–4  | 1-2  | 1-1  | 0 / 75           | 117–74            |